# Gilles Cantagrel

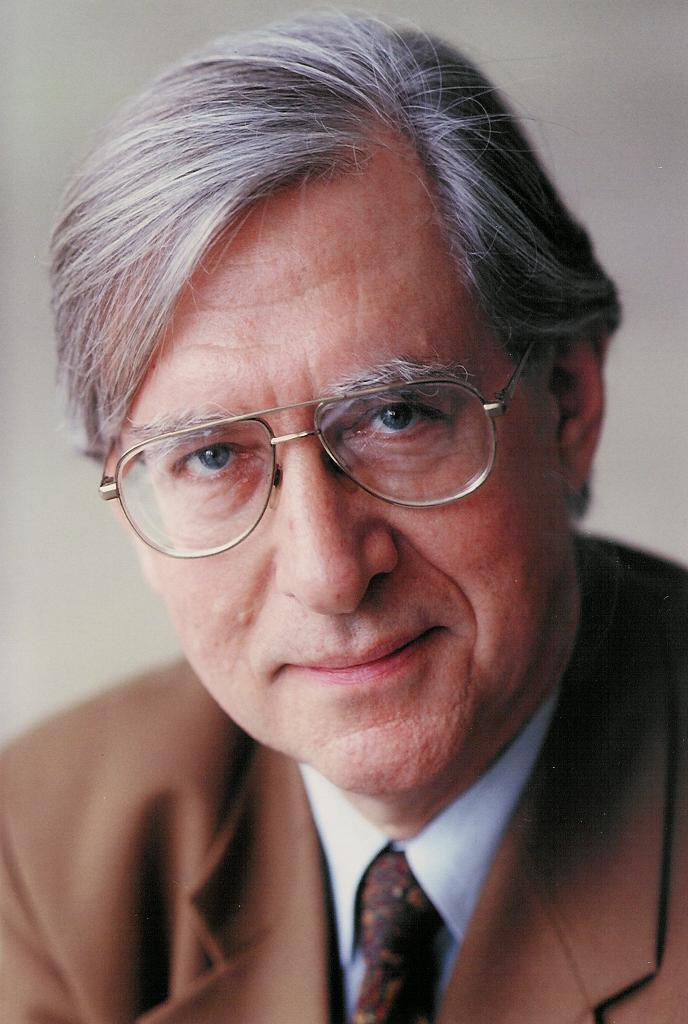
Gilles Cantagrel

Gilles Cantagrel (* 20. November 1937 in Paris) ist ein französischer Musikwissenschaftler.

## Leben
Gilles Cantagrel stammt aus einer musikbegeisterten Pädagogen-Familie. Er begann im Alter von 10 Jahren mit seiner Musikausbildung. Ab 1949 sang er in einem Knabenchor, als er Johann Sebastian Bach entdeckte.
Cantagrel studierte 1960 Physik an der Conservatoire national des arts et métiers, Kunstgeschichte und Musik an der École normale de musique de Paris. Er spielte die Orgel und leitete Chöre. Ab 1964 wandte er sich dem Journalismus zu und schrieb für die Musikzeitschriften Harmonie und Diapason.
Er war Produzent von Radiosendungen in Frankreich (France Musique ab 1979) und im Ausland. Von 1984 bis 1987 war Cantagrel Programmdirektor von France Musique. 1999 war er als künstlerischer Berater der Direktion von France Musique tätig. Von 1992 bis 2000 war er auch Vizepräsident der musikalischen Kommission der Union Européenne de Radiodiffusion et télévision.
Cantagrel trat außerdem häufig als Moderator bei Konzerten im Fernsehen und Hörfunk auf. Er schrieb eine Fernsehserie über die Geschichte der Orgel in Europa. 1985 nahm er an der Gründung der Musikausstellung Musicora teil.
Gilles Cantagrel war von 2003 bis 2008 Vorsitzender der Association des Grandes Orgues de Chartres. Er ist Vorstandsmitglied mehrerer Einrichtungen, etwa des Centre de Musique Baroque de Versailles, und Kuratoriumsmitglied des Bach-Archivs Leipzig (seit 2003). 2001 bis zu seiner Abschaffung 2018 wurde er vom französischen Kulturministerium zum Mitglied des Komitees für nationale Gedenkfeiern ernannt.
Er war Dozent an der Sorbonne, am Pariser Konservatorium, und an verschiedenen Konservatorien und Universitäten in Frankreich, Belgien, der Schweiz und Kanada. Er hält Vorträge in Europa und Nordamerika und nimmt an den Jurys internationaler Wettbewerbe teil.

## Veröffentlichungen
Cantagrel schrieb Monografien über Johann Sebastian Bach, Georg Philipp Telemann und Wolfgang Amadeus Mozart. Er ist Herausgeber des Orgelmusikführers Guide de la musique d’orgue (Paris, 1991).
- Bach en son temps (Paris, 1982), nouvelle édition, revue et augmentée en 1997, ISBN 2-213-60007-4.
- Guide de la mélodie et du lied (dir. avec Brigitte François-Sappey), Paris, 1994, ISBN 978-2-213-59210-7.
- Le Moulin et la Rivière: Air et variations sur Bach, Paris, Fayard, coll. « Les chemins de la musique », 1998, ISBN 2-213-60128-3, OCLC 467090761, notice BnF no FRBNF36709207.
- Georg Philipp Telemann ou le Célèbre Inconnu (Genève, 2003–2005), premier livre en français sur ce compositeur, ISBN 2-940310-15-7.
- Wolfgang Amadeus Mozart: Eine illustrierte Biografie 2005, ISBN 978-3-89660-316-6.
- Dietrich Buxtehude: et la musique en Allemagne du Nord dans la seconde moitié du XVIIe siècle, Paris, Fayard, 2006, ISBN 2-213-63100-X, OCLC 717664442.
- De Schütz à Bach. La musique du baroque en Allemagne. Paris, Fayard, 2008, ISBN 2-213-63100-X, OCLC 717664442.
- Les Cantates de Jean-Sébastien Bach. Paris, Fayard, 2010, ISBN 978-2-213-64434-9.
- J. S. Bach, Passions, Messes et Motets. Paris, Fayard, 2011, ISBN 978-2-213-66302-9.
- Beiträge in: Bach, la Chair et l'Esprit. Bach, earthly & divine. Bach, Musik für Himmel und Erde. Buch mit 6 CDs. Alpha, Paris 2011.
- Carl Philipp Emanuel Bach et l'âge de la sensibilité. Genève 2013, ISBN 978-2-940310-46-3.
- La Rencontre de Lübeck, Bach et Buxtehude. Paris, 2003, ISBN 978-2-220-05808-5, Nouvelle édition Paris, 2015.
- J.-S. Bach, l'œuvre instrumentale (Buchet-Chastel, Paris, 2018) a été distingué par une "clef d'or", décernée annuellement parmi les meilleures productions de l'année, par la revue ResMusica, ISBN 978-2-283-03113-1, OCLC 1019660851.
- Air und Variationen über BACH – Mensch und Werk, Verlag Klaus-Jürgen Kamprad, 2020, ISBN 978-3-95755-655-4.
- Sur les traces de J-S Bach (Buchet-Chastel, 2021, französische Ausgabe, ISBN 978-2283034255)

## Ehrungen
- Bundesverdienstkreuz am Bande (2. Mai 2004)[2]
- Chevalier de la Légion d’honneur
- Commandeur des Arts et des Lettres[3]